# Krośniewicka Kolej Dojazdowa

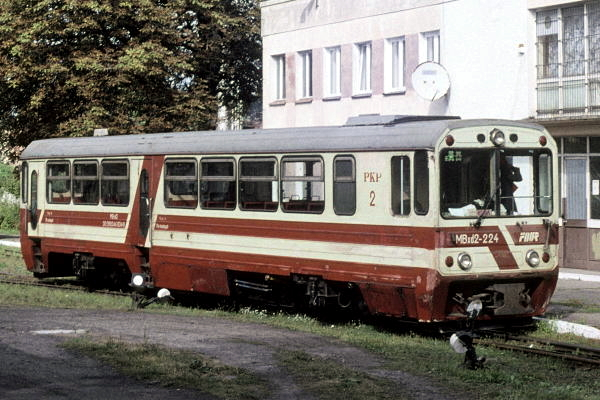
Pociąg MBxd2 w Krośniewicach

Krośniewicka Kolej Dojazdowa – kolej wąskotorowa funkcjonująca w latach 1914–2008 na Kujawach w Polsce.

## Geneza
Krośniewicka Kolej Wąskotorowa była kluczowym elementem sieci Kujawskich Kolei Wąskotorowych, które zaczęły powstawać na początku XX wieku z myślą o obsłudze cukrowni (głównie transport buraków cukrowych). Pierwsze koleje cukrownicze powstały na Kujawach w latach 1907–1910. W roku 1910 została otwarta linia na odcinku Krośniewice – Koryta. Rok ten uważany jest za początek Kolei Krośniewickiej. Wtedy też wybudowano tory na trasie Krośniewice Miasto – Ostrowy Wąskotorowe, która zaopatrywała cukrownię w Ostrowach. Po wybuchu I wojny światowej i przejęciu kolejek przez niemieckie wojska zmieniono rozstaw szyn na 600 mm – pierwotny rozstaw szyn wynosił 750 mm. Na przełomie lat 1914/1915 linia została wydłużona przez żołnierzy niemieckich do stacji Ozorków Miasto. W roku 1914 powstały kolejne linie: Krośniewice – Wielka Wieś Kujawska – Cetty – Boniewo. Powstały też trasy Krośniewice – Dzierzbice Kutnowskie i Krośniewice – Krzewata oraz Boniewo – Przystronie.

## Lata międzywojenne i czasy II wojny światowej
Po odzyskaniu przez Polskę niepodległości, kujawskie wąskotorówki zostały przejęte przez państwo. Rozpoczął się proces scalania sieci i ujednolicania szerokości torów. W tym czasie Krośniewice stały się jedną z najważniejszych stacji w obrębie sieci Kujawskich Kolei Wąskotorowych. Zlokalizowano tu węzeł kolejowy, a także jedne z największych w kraju warsztaty naprawcze dla kolei wąskotorowych. Kujawska Kolej Wąskotorowa miała w roku 1928 aż 358 kilometrów (449 kilometrów łącznie z połączoną z nią Koleją Gosławicką) i tym samym była ona najdłuższą państwową koleją wąskotorową w Polsce.
II wojna światowa nie wyrządziła kujawskim kolejkom większych szkód, choć pod jej koniec Niemcy wywieźli na zachód znaczną część taboru i wyposażenia warsztatów. Po zakończeniu wojny kolej tę włączono w struktury Polskich Kolei Państwowych i dzięki tym działaniom powstała ogromna sieć Kujawskich Kolei Dojazdowych, licząca setki kilometrów torowisk.

## Lata powojenne

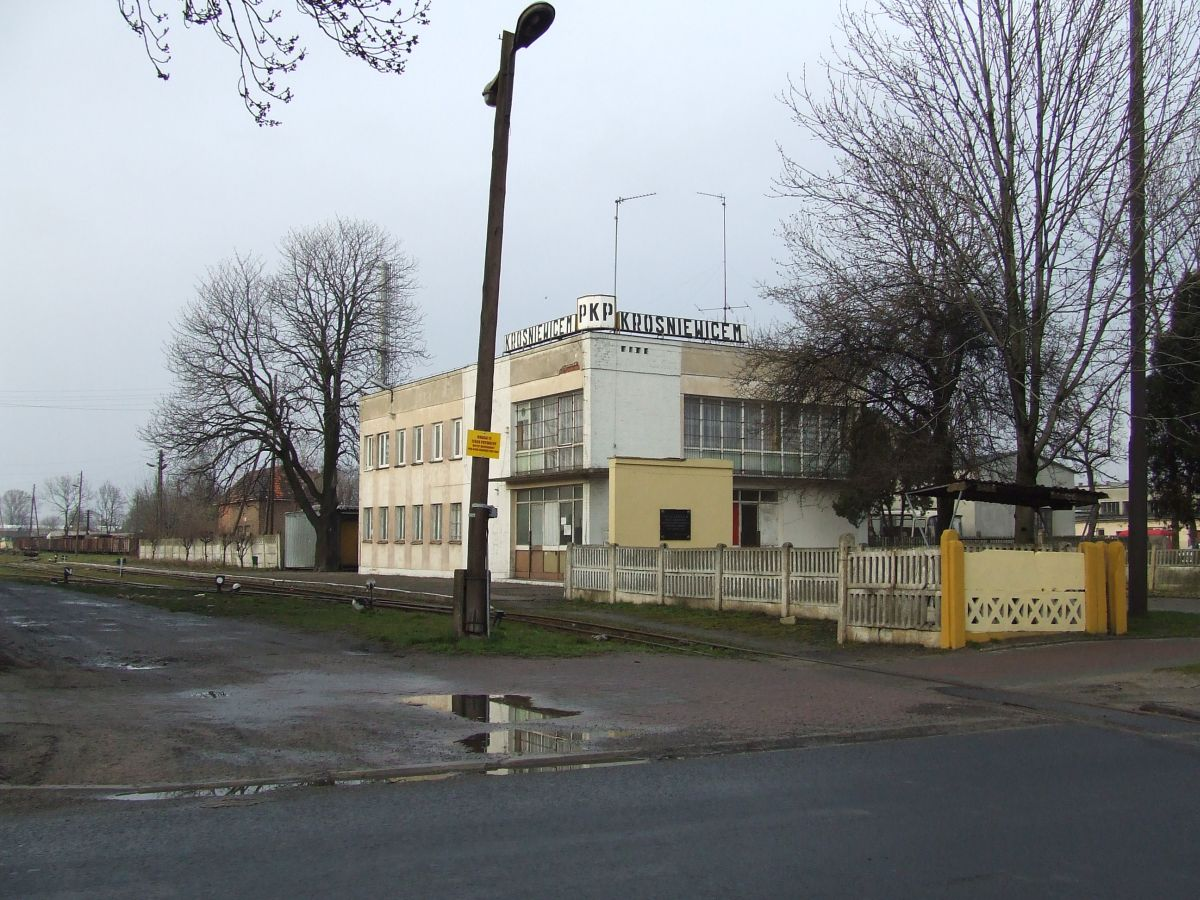
Stacja Krośniewice Miasto

W roku 1947 eksploatowano na niej wciąż 123 km toru o rozstawie szyn 600 mm i 296 km toru o rozstawie 750 mm – razem 419 kilometrów, a więc była ona wówczas najdłuższą koleją wąskotorową w Polsce. W 1947 roku przedłużono linię do Ozorkowa do stacji Ozorków Centralny. W latach 1951–1952 (według niektórych źródeł 1953–1955) ostatecznie ujednolicono na niej rozstaw szyn do 750 mm. Lata 50. i 60. XX w. były okresem największych przewozów pasażerskich i towarowych na sieci Kujawskich Kolei Dojazdowych.
W latach 70. XX w. kolej ta straciła na znaczeniu, co wiązało się z prężnie rozwijającym się wówczas transportem samochodowym. Mimo tego w drugiej połowie lat 80. XX w. zakupiono w Rumunii uznawane wówczas za nowoczesne wagony motorowe typu MBxd2, z których sześć (numery 214, 215, 217, 219, 224 i 229) skierowano do Krośniewic. Jednakże zdaniem kolejarzy, starsze wagony motorowe typu MBxd1 z powodu swojej prostej budowy były mniej awaryjne i bardziej ekonomiczne niż te nowsze, produkcji rumuńskiej – przynajmniej na Krośniewickiej Kolei Dojazdowej.

## Upadek kolei

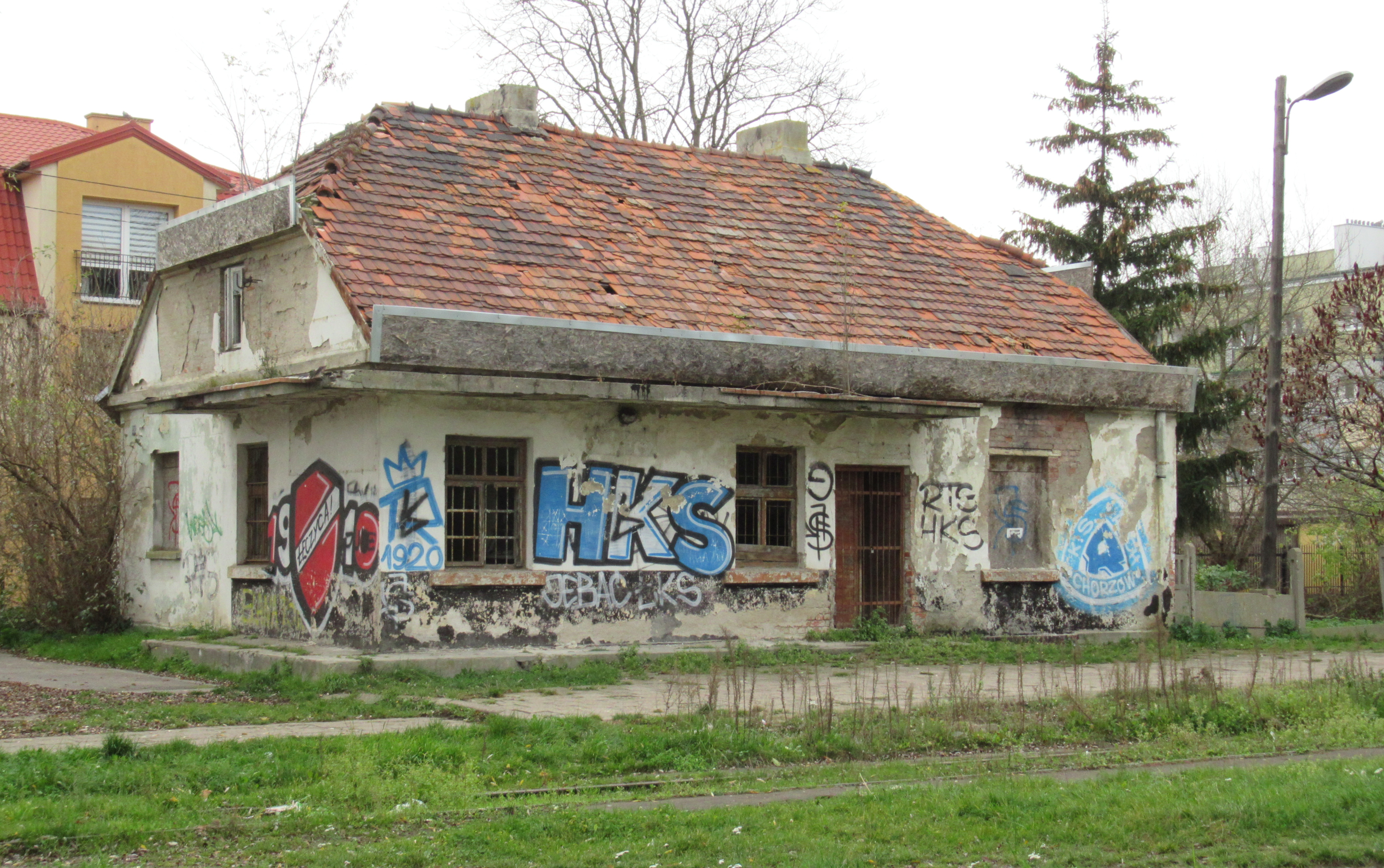
Zdewastowany budynek stacji Łęczyca Wąskotorowa (2022-11)

Kryzysowe lata 90. XX w. w znacznym stopniu ograniczyły działalność tej kolei, co było głównie efektem likwidacji dużej liczby cukrowni w ramach tzw. planu Balcerowicza. Dnia 9 czerwca 2001 roku PKP ostatecznie zakończyły eksploatację wszystkich kolei wąskotorowych na Kujawach, choć jeszcze w roku 1998 Kolej Krośniewicka uruchomiła 1164 pociągi towarowe i przewiozła prawie 88 tysięcy ton towarów i około 19 tysięcy osób, a w roku poprzednim, czyli 1997 przewiozła nieco ponad 110 tysięcy ton towarów i nieco ponad 30 tysięcy osób, a jeszcze 20 kwietnia roku 2002 możliwy był wciąż przejazd pociągiem złożonym z wagonu motorowego MBxd1-201 i wagonu osobowego typu 3Aw z Krośniewic przez Boniewo, Przystronie i Sompolno aż do Gniezna (ponad 140 kilometrów).
W roku 2001 kursowały dwie pary pociągów ze stacji Krośniewice do stacji Ostrowy Wąskotorowe (9 km, 22 minuty jazdy) i dwie pary pociągów z Krośniewic do Boniewa (33 km, pół godziny jazdy). Krośniewicka wąskotorówka została przejęta w roku 2002 przez Urząd Miasta i Gminy Krośniewice i w tym samym roku 2002 gmina podpisała umowę użyczenia kolei ze Stowarzyszeniem Kolejowych Przewozów Lokalnych (SKPL) z Kalisza, które wznowiło przewozy dnia 31 października 2002 roku.
SKPL utrzymywało zarówno ruch towarowy (m.in. w związku z budową dróg), jak i pasażerski. Planowe pociągi wyjeżdżały w trasy codziennie lub w wybrane dni tygodnia – w zależności od okresu i trasy. Z wąskotorowych połączeń regularnych można było skorzystać np. na odcinkach do Krzewia, Wielkiej Wsi Kujawskiej, Ostrowia i Dąbrowic, a głównym klientem w zakresie przewozów towarów była cukrownia w Brześciu Kujawskim. W roku 2002 pociągi docierały z Krośniewic do takich odległych stacji jak Sompolno (68 km), Dobre Aleksandrowskie (Dobre Kujawskie – 72 km), w roku 2003 do Brześcia Kujawskiego (53 km), a w roku 2004 do stacji Koło (76 km), jednakże nie udało się wówczas dojechać do Ozorkowa, gdyż uniemożliwiła to kradzież szyn za wiaduktem w Topoli Królewskiej (32 km od Krośniewic). W roku 2004 pociąg z Krośniewic dotarł do mostu na Zgłowiączce w Lubrańcu (44 km od Krośniewic), w roku 2005 do cukrowni w Brześciu Kujawskim (48 km) i Łęczycy (34 km), a w roku 2006 do Ozorkowa (46 km). W roku 2008 pociągi specjalne dotarły do Brześcia Kujawskiego i Ozorkowa. Jeszcze w roku 2004 funkcjonowała w Krośniewicach bocznica. Stan ten trwał do 31 marca 2008 roku, kiedy to umowę zerwano, a więc pociągi na tej kolei znów stanęły – nastąpiło to po zmianie władz samorządowych w roku 2007, kiedy to burmistrzem Krośniewic została Julianna Barbara Hermann. Ostatnim kursowym pociągiem na Kolei Krośniewickiej był skład z Dąbrowic Kujawskich do Krośniewic (13 km) prowadzony wagonem spalinowym MBxd1-204, który ukończył bieg 31 marca 2008 roku o godzinie 15:41. Od 2021 roku Stowarzyszenie Krośniewickiej Kolei Wąskotorowej zajmuje się naprawą stanu kolei poprzez położenie nowych podkładów, malowanie, renowację lokomotyw i naprawę sygnalizacji kolejowej w rejonie stacji Krośniewice Miasto, choć nie wiadomo, kiedy linia zostanie reaktywowana.

## Stulecie
W „Świecie Kolei” z listopada 2014 roku i „Stalowych Szlakach” (numer 4 z 2014 roku) opublikowano artykuły Stanisława Schweizera o obchodach 100-lecia Krośniewickiej Kolei Dojazdowej. Autor opisuje w nich imprezę zorganizowaną przez Muzeum im. Jerzego Dunin-Borkowskiego w Krośniewicach oraz Towarzystwo Przyjaciół Krośniewickiej Kolei Dojazdowej w dniach 20–21 września 2014 roku. W ramach wydarzenia została zorganizowana wystawa taboru.